# Drentse Monden
De Drentse Monden zijn ontstaan ten tijde van de ontginning van het veen in Groningen en Drenthe. Door het graven van de zijkanalen die bijna loodrecht op het Stadskanaal lagen, ontstonden de zogenoemde monden die dienden ter afwatering van het veen en voor het vervoer daarvan. Langs deze monden ontstonden dorpen. Deze dorpen kregen allemaal de naam mee van het dorp dat ten westen lag, richting de Hondsrug.

## Taal
Hoewel de 'Monden' allemaal in Drenthe liggen wordt er vrijwel alleen Veenkoloniaals gesproken (daar ook wel Knoalsters genoemd), een Gronings dialect. Dit doordat zij 'gekoloniseerd' zijn vanuit gebieden waar het Gronings werd gesproken, en ook omdat de Monden voornamelijk georiënteerd zijn op het Groningse Stadskanaal. Soms spreekt men er ook wel van Mondkers.

## De Drentse Monden van noord naar zuid
- Gasselterboerveenschemond;
- Gasselternijveenschemond;
- Drouwenermond;
- Nieuw-Buinen (voorheen: Buinermond);
- 1e Exloërmond;
- 2e Exloërmond;
- Valthermond (voorheen: 1e Valthermond);
- 2e Valthermond;
- Nieuw-Weerdinge (voorheen: Weerdingermond)

Al deze dorpen zijn dus respectievelijk vernoemd naar Gasselternijveen (en Gasselte), Drouwen, Buinen, Exloo, Valthe en Weerdinge. Al deze dorpen liggen in de gemeenten Aa en Hunze, Borger-Odoorn en Emmen.
De monden worden vanuit het noorden naar het zuiden telkens iets langer.
De dorpen zijn typische lintdorpen. Ten tijde van de veenontginning hadden een aantal van deze dorpen twee kanalen: een Noorderdiep en een Zuiderdiep. Halverwege de 20e eeuw zijn veel diepen gedempt zodat er weinig van de geschiedenis zichtbaar is gebleven.